# Baráth Béla
Baráth Béla (Budapest, 1893. november 3. – Kolozsvár, 1977. június 16.) magyar teológiai tanár, őstörténész, bibliográfus.

## Életútja
A római Szent Gergely Egyetemen filozófiai, Innsbruckban teológiai doktorátust szerzett, 1921-től 1940-ig Gyulafehérvárott, 1942-ig Kolozsvárott teológiai tanár. Az Erdélyi Múzeum munkatársa. Mint a Batthyaneum igazgatója (1928–42) összegyűjtötte az erdélyi katolikus intézetekben és rendházakban található ősnyomtatványok adatait. Adatai egy részét az Erdélyi Tudósítóban közölte (1941/1-10, 1942/2), az egész anyagot pedig a berlini Staatsbibliothek rendelkezésére bocsátotta a nemzetközi Gesamtkatalog der Wiegendrucke című lipcsei kiadvány számára. Gyűjtésének szempontjait Erdélyi könyvtáraink ősnyomtatványai c. füzetében (Kolozsvár, 1941) ismertette. A kolozsvári Egyetemi Könyvtár összeállításában Catalogul incunabulelor címen (Kolozsvár, 1979) megjelent ősnyomtatványjegyzék hivatkozik adataira.